# Tärby kyrka
Tärby kyrka är en kyrkobyggnad öster om Fristad i den nordöstra delen av Borås kommun. Den tillhör sedan 2010 Fristads församling (tidigare Tärby församling) i Skara stift.

## Kyrkobyggnaden
Den tornlösa kyrkan i romansk stil är uppförd i sten under tidig medeltid och ligger i en väl bevarad bymiljö, som även tros vara platsen för en forntida offerplats. Omkring 300 meter från kyrkan har brandgravsfynd visat att det legat en betydande by på platsen redan vid tiden för Jesu födelse. 
Byggnaden utökades 1748-1753 åt öster med ett tresidigt avslutat kor. Sakristian tillkom 1755. Fönstren förstorades under 1770-talet. Invändigt målades draperidekorer runt fönstren. Korfönstren fick glasmålningar 1953. Vid en omfattande restaurering 1955-1956 strävade man efter att återställa kyrkan i 1750-talsskick, varvid överkalkade väggmålningar togs fram och 1600-talsmålningarna på predikstol och altarprydnader återställdes. 

## Klockor och klockstapel
Klockstapeln i trä tillkom på 1750-talet. Däri hänger två medeltida klockor som saknar inskrifter.
- Storklockan är av en senmedeltida normaltyp vars enda dekor utgörs av ett hjulkors.
- Lillklockan är gammal och av samma typ som den i Saleby kyrka från 1200-talet.

## Inventarier

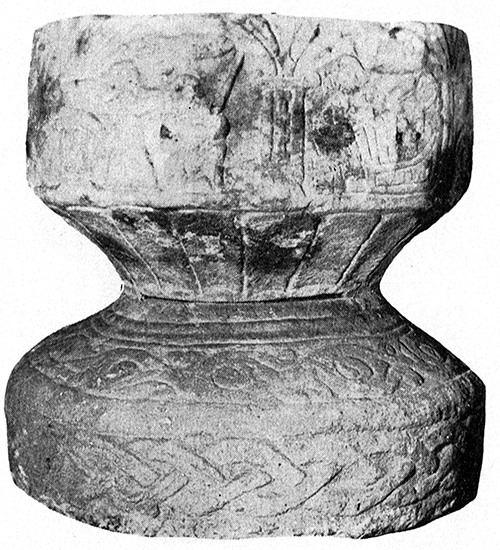
Dopfunten

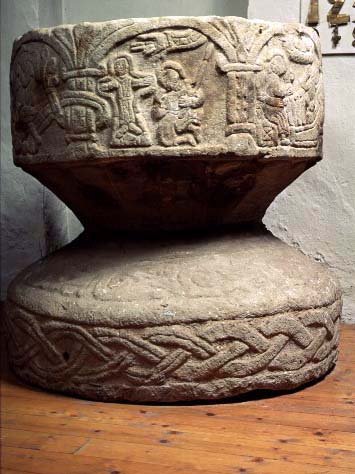
Dopfunten

- DopfuntenDopfunten av sandsten är tillverkad under 1100-talet i två delar. Höjd: 91 cm. Upphovsman är stenmästaren Andreas, som är känd till namnet genom att han signerat två av sina dopfuntar: de som ursprungligen tillhört Gällstad och Finnekumla kyrkor, idag på Statens historiska museum. Cuppan är cylindrisk med skrånande och något konkav undersida. På livet finns en sju arkadfält med följande scener och figurer: 1) Guds lamm 2) Stridsman med svärd och bakom ett odjur med vinge och klor 3) Mikaels strid med draken 4) Longinus med fingrarna i munnen 5) Födelsen med Maria till höger 6) Djur 7) Ansiktsmask. På undersidan uppåtriktade fjäll. Foten är rund med skrånande översida. På sidan finns flätornament och på översidan akantus. Centralt uttömningshål. Funten är något skev genom skador.[2]
- Altaruppsatsen i barock, med en altartavla som avbildar Jesus och de två Mariorna, är från 1684.
- Predikstolen i renässans är från 1675.
- Två ljuskronor hänger i mittgången. Den främre av glas anses vara från 1400-talet.
- På kyrkogården finns en ovanlig solvisare från 1633.
- En tronande madonnaskulptur från 1200-talet utförd i lövträ. Höjd 106 cm. Förvaras i Borås museum[3]

### Orgel
Orgeln är placerad på den västra läktaren. Den är byggd av Nye Orgelbyggeri och installerades 1983. Instrumentet har åtta stämmor fördelade på manual och pedal, varav en stämma, Subbas 16, härstammar från Lagga kyrkas orgel tillverkad 1927 av Åkerman & Lund Orgelbyggeri. Fasaden är lika gammal som verket och har 23 ljudande pipor.